# Eucera hurdi
Eucera hurdi là một loài Hymenoptera trong họ Apidae. Loài này được Timberlake mô tả khoa học năm 1969.